# Los Andes, Chile
Los Andes este un oraș și comună din provincia Los Andes, regiunea Valparaíso, Chile, cu o populație de 63.009 locuitori (2012) și o suprafață de 1248,3 km2.